# Igor Bišćan
Igor Bišćan (Zagreb, 4. svibnja 1978.) hrvatski je nogometni trener i bivši nogometaš. Kao igrač igrao je na položaju stopera ili zadnjeg veznog. Trenutačno je trener katarskog Al Ahlija.

## Igračka karijera

### Klupska karijera

#### Dinamo Zagreb
Igor Bišćan nogometnu karijeru započeo je u nogometnoj školi zagrebačkoga Dinama. Nakon posudbe u NK Samoboru, od sezone 1998. nastupao je za Dinamo s kojim je igrao i u Ligi prvaka i Kupu UEFA-e. Zbog zapaženih nastupa postaje i kapetan momčadi i ljubimac navijača. S Dinamom osvaja 3 hrvatska prvenstva 1997./98., 1998./99. i 1999./00.

#### Liverpool F.C.
Nakon zanimanja brojnih europskih klubova karijeru od prosinca 2000. godine nastavlja u Liverpoolu. Prijelaz u Liverpool vrijedio je 7 milijuna funta. Dolaskom Rafaela Beníteza na Liverpoolovu klupu, Bišćan često nastupa na poziciji zadnjeg veznog te igra zapažene utakmice u Ligi prvaka. Te sezone 2004./05. jedan je od zaslužnijih igrača za plasman Liverpoola u finale Lige prvaka. Odlukom trenera Beníteza ipak nije nastupio u finalu. Bišćan je zbog požrtvovne igre postao jedan od idola Liverpoolovih navijača. Za Liverpool je nastupao do 2005. godine sveukupno odigravši 118 službenih utakmica postigavši 3 pogotka.

#### Panathinaikos
Bišćan u lipnju 2005. godine odlazi u grčki Panathinaikos kao slobodan igrač. U sljedeće dvije sezone nastupa za taj klub da bi krajem lipnja 2007. godine uzeo pola godine slobodno te nije nastupao za niti jedan klub. 

#### Povratak u Dinamo
Nakon poduže pauze 3. prosinca 2007. godine potpisuje ugovor sa zagrebačkim Dinamom na 3 godine. Ugovor je produžio u kolovozu 2011. godine. Nakon povratka u pet godina s Dinamom osvaja još pet prvenstava i četiri kupa te jedan superkup. U Dinamu ostaje do travnja 2012. godine kada raskida ugovor.

### Reprezentativna karijera
Igrao je za Hrvatsku do 20 i do 21 te za Hrvatsku B reprezentaciju jednom prigodom. Za Hrvatsku A reprezentaciju Bišćan je debitirao u kvalifikacijama za UEFA Euro 2000. godine u utakmici protiv Makedonije u Skopju 5. lipnja 1999. godine. Svoj prvi i jedini pogodak za Hrvatsku postigao je protiv reprezentacije Meksika 16. lipnja 1999. godine. Njegova posljednja službena utakmica bila je protiv reprezentacije Škotske 1. rujna 2001. godine. Nakon što je napustio pripremni kamp reprezentacije, 2003. godine, Bišćan više nije pozivan u reprezentaciju.

## Trenerska karijera

### Rudeš
U 2016. godini je Bišćan postao glavni trener zagrebačkog Rudeša. Bivši nogometaš Liverpoola je na toj poziciji naslijedio Stipu Brnasa. S Rudešom je Bišćan u svojoj prvoj sezoni osvojio drugu hrvatsku nogometnu ligu nakon pobjede kod Solina, te tako izborio plasman u Prvu hrvatsku nogometnu ligu.

### Olimpija Ljubljana
Bišćan je nakon povijesnog plasmana Rudeša potpisao dvogodišnji ugovor s ljubljanskom Olimpijom. "Veselim se novim izazovima. Olimpija je sjajan klub s velikim potencijalom i dobrim uvjetima za uspjeh. Detaljno sam analizirao utakmice Olimpije i ulogu svakog igrača. S poslom započinjemo odmah, nemamo previše vremena", rekao je Bišćan za službene stranice svog novog kluba. Dana 5. lipnja 2018. godine nakon osvajanja slovenskog prvenstva i kupa, predsjednik ljubljanske Olimpije Milan Mandarić ga je smijenio. 

### Rijeka
Dana 10. listopada 2018. godine nakon odlaska Matjaža Keka iz Rijeke, Igor preuzima riječku momčad. U svojoj prvoj sezoni na klupi Rijeke osvaja Hrvatski nogometni kup za sezonu 2018./19. pobjedom u Puli na Aldo Drosini nad zagrebačkim Dinamom od 3:1. Dana 22. rujna 2019. Bišćan je neočekivano podnio ostavku na mjesto trenera Rijeke. Kao razlog svoje ostavke naveo je da se zasitio nepodnošljivih uvjeta za rad kao i same atmosfere unutar kluba.

### Hrvatska do 21 godine
Dana 1. listopada 2019. godine postao je izbornikom hrvatske nogometne reprezentacije do 21 godine, nakon što je ranije toga dana HNS s njim postigao dogovor o preuzimanju izborničke dužnosti. Na izborničkom mjestu debitirao je 11. listopada 2019. pobjedom u prijateljskoj utakmici protiv Mađarske, u Jegerseku (1:4). Reprezentacija je tri dana kasnije u kvalifikacijskoj utakmici za EP u gostima svladala reprezentaciju San Marina (0:7).

### Dinamo Zagreb
Dana 6. travnja 2023. godine, dan nakon poraza Dinama od Šibenika (2:1) u polufinalu kupa, Dinamo smjenjuje dotadašnjeg trenera Antu Čačića i imenuje Bišćana za njegovog nasljednika. Dana 21. kolovoza 2023. godine Bišćan je prestao biti trener Dinama nakon što je Dinamo ispao od atenskog AEK-a u kvalifikacijama za UEFA Ligu prvaka 2023./24.

## Priznanja

### Igračka
Dinamo Zagreb
- Prvak Hrvatske (8): 1997./98., 1998./99., 1999./2000., 2007./08., 2008./09., 2009./10., 2010./11., 2011./12.
- Hrvatski nogometni kup (4): 2007./08., 2008./09., 2010./11., 2011./12.
- Hrvatski nogometni superkup (1): 2010.

Liverpool
- Engleski Liga kup (2): 2000./01., 2002./03.
- FA Community Shield (1): 2001.
- UEFA Superkup (1): 2001.
- UEFA Liga prvaka (1): 2004./05.

### Trenerska
Rudeš
- 2. HNL (1): 2016./17.

Olimpija Ljubljana
- Prva slovenska nogometna liga (1): 2017./18.
- Slovenski nogometni kup (1): 2017./18.

Rijeka
- Hrvatski kup (1): 2018./19.

Dinamo Zagreb
- Prvak Hrvatske (2): 2022./23., 2023./24.
- Hrvatski nogometni superkup (1): 2023.

## Vanjske poveznice
- Igor Bišćan na HNS-u